# Opuštěn
Opuštěn (v anglickém originále Left Behind) je 19. díl 29. řady (celkem 637.) amerického animovaného seriálu Simpsonovi. Scénář napsali John Frink a Joel H. Cohen a díl režíroval Lance Kramer. V USA měl premiéru dne 6. května 2018 na stanici Fox Broadcasting Company a v Česku byl poprvé vysílán 25. června 2018 na stanici Prima Cool.

## Děj
Během večeře Simpsonových dojde k zatmění Slunce a Marge, Líza, Bart, Maggie s dědou jdou ono zatmění pozorovat, ale Homer zůstává uvnitř a pokračuje v jezení kotlet. Marge je Homerovou lhostejností podrážděná, a ten ji tak druhý den vezme na romantické rande. Když se Homer a Marge vrátí, přijde za nimi Ned Flanders, jenž přišel o práci poté, co zkrachovalo jeho Levárium, obchod s potřebami pro leváky, a přišel si pro radu. Homer pomůže Nedovi sehnat místo v elektrárně, přičemž jej zde obsadili do pozice personálního ředitele, zatímco Rod a Todd zůstávají u Simpsonových a Todd leze Líze na nervy.
Ned a jeho metody v elektrárně dráždí ostatní zaměstnance, zejména Homera. Tu noc se Homer modlí, aby byl Ned vyhozen, což se stane následující den poté, co navrhne panu Burnsovi, aby dal peníze na charitu. Ned přijme několik dalších zaměstnání, včetně lektora tance na výletní plavbě v přístavu, fotografa pro časopis Rolling Stone a prodavače biblí u silnice, ale pokaždé jej vyhodí, kvůli čemuž je smutný. Marge navrhne Nedovi, aby následoval Ježíše a stal se učitelem. Rozhodne se tedy stát učitelem na Spingfieldské základní škole. Brzy pod nátlakem neukázněných žáků včetně Barta odejde i ze školy a je opět bez práce.
Bart a Homer se cítí provinile, že Nedovi zničili život, a tak se mu jdou omluvit a přesvědčit ho, aby se vrátil k učení. Ned váhá, ale Bart ho přesvědčí tím, že mu připomene svou bývalou učitelku, Nedovu zesnulou ženu Ednu Krabappelovou. Ned a Bart zorganizují plán, jak přimět studenty k poslušnosti. Pomocí řady Bartových triků se mu s Nedem podaří studenty přivést k poslušnosti tak, že vytvoří domnělé boží skutky, které spolužáky Barta vyděsí. Nedovi je vštípena nově nabytá sebedůvěra a děkuje Bartovi za pomoc.

## Přijetí

### Sledovanost
Opuštěn získal podíl 0,9 a sledovalo ho 2,15 milionu lidí, díky čemuž se stal nejsledovanějším pořadem stanice Fox.

### Kritika
Dennis Perkins z webu The A.V. Clubu dal dílu hodnocení D+ a prohlásil: „Opuštěn je o všem a o ničem. Přesněji řečeno, tato rekordní epizoda začíná být o více než půl tuctu věcí a pak se nevyplácí ani jedna. Takové epizody jsou prosyceny jakousi kvalitou oleje ve vodě, napůl (v nejlepším případě) realizované dějové linie jsou příliš nepodstatné na to, aby je bylo možné zaregistrovat i po jejich polovičatém dokončení.“
Kritik Tony Sokol z webu Den of Geek udělil dílu čtyři a půl hvězdičky z pěti hvězdičky z 5 a napsal, že se jedná o „solidní a spravedlivý díl“.